# 카이오와 고든
카이오와 고든(Kiowa Gordon, 1990년 3월 25일 ~ )은 미국의 배우이다.

## 출연 작품
- 블러드 퀀텀 (2019)
- 시스터 헌트 (2018)
- 칼리코 스카이 (2016)
- 윈드 워커스 (2015)
- 레드 로드 시즌2 (2015)
- 액트 오브 워 (2015)
- 레드 로드 시즌1 (2014)
- 드렁크타운즈 파이니스트 (2014)
- 히트 웨이브 (2014)
- 킬링 게임 (2013)
- 더 레서 블레시드 (2012)
- 브레이킹 던 part1 (2011)
- 이클립스 (2010)
- 뉴 문 (2009)
- 업 클로즈 위드 캐리 키건 (2007)